# Charles Penrose
Charles Penrose, nome completo Charles Penrose Dunbar Cawse (Biggleswade, 11 novembre 1873 – Kensington, 17 novembre 1952), è stato un attore e comico inglese.
È stato un celebre attore radiofonico, famoso soprattutto per la sua canzone comica The Laughing Policeman.

## Biografia
Charles Penrose nasce a Biggleswade, nel Bedfordshire, da un mastro orologiaio e gioielliere, Richard James Cranch Cawse, e sua moglie Elizabeth King. Il suo nome alla nascita è Frank Penrose Cawse, ma poco dopo la sua nascita viene cambiato in Charles Penrose Dunbar Cawse. Inizialmente segue le orme del padre nel mercato dei gioielli, ma ottiene grande successo in alcune feste locali con le sue canzoni in cui il protagonista ride rumorosamente (laughing songs) e, a 18 anni, viene invitato a unirsi a un tour teatrale. La sua carriera decolla e Charles Penrose appare presso il West End e, soprattutto, al Gaiety Theatre di Londra, nel musical To-Night's the Night di Paul Rubens.
Nel 1899 sposa Harriet Lewcock. In seconde nozze sposa, poi, l'autrice di canzoni Mabel Anderson, che diventa un'importante collaboratrice. Nel 1922 incide per la prima volta The Laughing Policeman, con lo pseudonimo di Charles Jolly. La canzone è ufficialmente attribuita a sua moglie, a sua volta sotto lo pseudonimo di Billie Grey, ma la musica e le risate sono tratte da The Laughing Song dello statunitense George W. Johnson (1901). The Laughing Policeman ha molto successo soprattutto nel programma della stazione BBC Light Programme (della BBC) Children's Favourites.
Penrose interpreta, inoltre, alcuni film tra il 1936 e il 1948.
Charles Penrose muore a Kensington, Londra, il 17 novembre 1952 per una malattia cardiaca.

## Filmografia
- The Crimes of Stephen Hawke, regia di George King (1936)
- Calling the Tune, regia di Reginald Denham e Thorold Dickinson (1936) (se stesso)
- Dreams Come True, regia di Reginald Denham (1936) (non accreditato)
- The Derelict, regia di Harold Simpson (1937)
- Occhi neri di Londra (The Dark Eyes of London), regia di Walter Summers (1940) (non accreditato)
- The Man with the Magnetic Eyes, regia di Ronald Haines (1945)
- Una sirena in società (Miranda), regia di Ken Annakin (1946) (non accreditato)